# Ernst Friedrich von Windisch-Graetz
Ernst Friedrich Reichsgraf von Windisch-Graetz (* 20. Juni 1670 in Wien; † 6. September 1727 in St. Peter in der Au) war ein Staatsmann in Diensten der Habsburger und des Heiligen Römischen Reiches. Zuletzt war er Reichshofratspräsident.

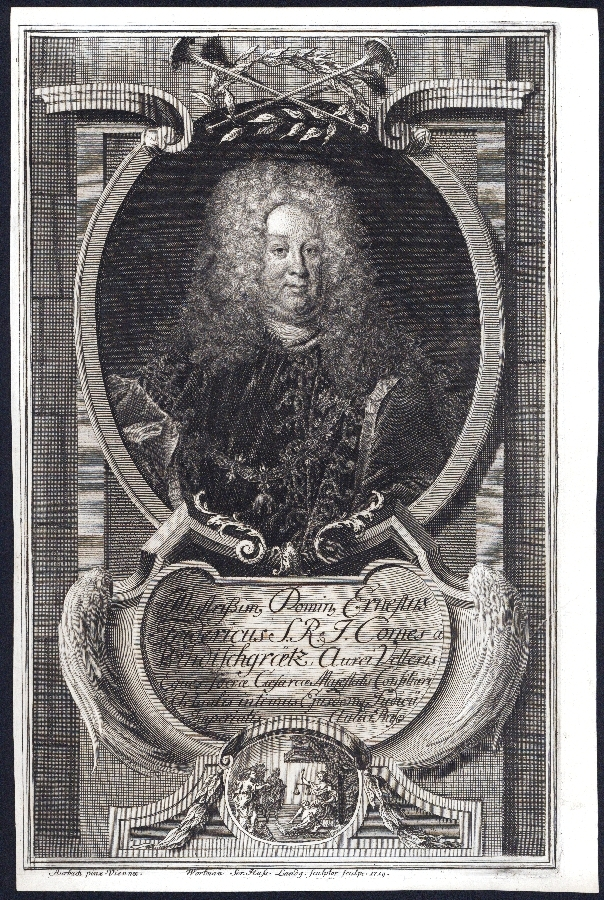
Ernst Friedrich Reichsgraf von Windisch-Graetz (Wortmann nach Johann Gottfried Auerbach).

## Leben
Er war Sohn von Gottlieb Amadeus von Windisch-Graetz. Dieser war zur Zeit der Geburt des Sohnes noch Protestant. Er trat aber zum Katholizismus über. Zuletzt war er Reichsvizekanzler. Die Mutter war Gräfin Maria Eleonore von Oettingen. 
Ernst Friedrich trat als Reichshofrat in kaiserliche Dienste. Im Jahr 1694 war er Gesandter in Dresden. Zwischen 1698 und 1699 reiste er in diplomatischem Auftrag nach Modena 
1699 heiratete er Maria Theresia Gräfin Slawala, verwitwete Gräfin von Fünfkirchen. Die Ehe blieb kinderlos. Durch die Ehe kam unter anderem Schloss Červená Lhota in seinen Besitz. 
1701/02 war er am Reichstag in Regensburg. Karl II. von Spanien nahm ihn 1700 in den Orden vom Goldenen Vlies auf. Im selben Jahr wurde sein Erbamt als Oberstlandstallmeister vom Kaiser durch einen Lehensbrief erneuert. Er nahm im Auftrag von Joseph I. an der Wahl eines Koadjutors im Erzbistum Salzburg teil. Damit verbunden war der Auftrag, Erzbischof und Domkapitel zu versöhnen. Nach dem Tod von Dominik Andreas I. von Kaunitz schlug ihn der Kaiser für den Posten des Reichsvizekanzlers vor. Dies scheiterte am Einspruch des Erzbischofs von Mainz Lothar Franz von Schönborn in seiner Eigenschaft als Reichserzkanzler. Windisch-Graetz legte 1710 den Entwurf für die Reform des Reichshofrates und eine Instruktion für dieses Gremium vor. Im Jahr 1711 war Windisch-Graetz Beauftragter der Kaiserinmutter bei der Kaiserwahl von Karl VI.
Unter diesem Kaiser fiel er zunächst in Ungnade und verlor seinen Posten in der Geheimen Konferenz und wurde von allen bedeutenden Staatsgeschäften ferngehalten. Er lebte einige Jahre zurückgezogen auf seinen Gütern. Im Jahr 1714 wurde er dann Präsident des Reichshofrates. Er hat den Prozess gegen die Verleumder von Eugen von Savoyen geführt, obwohl er nicht zu dessen Anhängern zählte. Ab 1724 war er Staats- und Konferenzminister. Er war an allen wichtigen Beratungen über innen- und außenpolitische Fragen beteiligt. Insbesondere war er ein Sachkenner des Verfassungsrechts des Heiligen Römischen Reiches. Er wandte sich gegen den Vorschlag einer Heirat des spanischen Infanten Don Fernando mit einer österreichischen Erzherzogin und die Abtretung der österreichischen Niederlande und der italienischen Besitzungen als Mitgift an Spanien. Insgesamt warnte er zusammen mit Gundaker Thomas Starhemberg gegen eine zu enge Bindung an Spanien. Wegen eines Streites forderte er den Reichsvizekanzler Friedrich Karl von Schönborn-Buchheim zum Duell.
Seine zweite Frau ab 1709 war Theresa Rosalia Gräfin von Roital, verwitwete Freifrau von Fünfkirchen. Die beiden aus der Ehe hervorgegangenen Kinder starben früh.